# 周之夔
周之夔（1586年—？），字章甫，號五茂，福建閩縣（清屬福州府）人。明朝政治人物。

## 早年
周之夔出生於萬曆十四年（1586年），少年與周鶴芝和林正亨是同學，十三歲時進入縣學就讀，天啓四年（1624年）中順天鄉試舉人，崇禎四年（1631年）考上進士，擔任蘇州府推官一職，管理兌漕糧倉，後來因為溝通不良，於是辭官歸鄉。

## 復社
周之夔曾加入復社，與錢謙益、瞿式耜友好，主講過壚冊書院。周之夔因為自己名氣高而自負，不被復社其他成員所接受。有一次他與張溥產生仇怨。後來周之夔被罷官，他就懷疑是張溥暗中搞鬼。聽說陸文聲上書攻擊復社，就跟著上書說明自己因為張溥而失去官職，並且告狀說明復社的惡行。但是巡撫張國維說：「周之夔失去官職，與張溥無關」。

## 南明
隆武元年（1645年），明紹宗曾任命他為考選推官、翰林院編修與監軍等職。丙戌（1646年）春，徐孚遠從松江浮海進入福建來招兵買馬。大學士張肯堂因為周之夔熟悉海道而推薦他到徐處服務，後來被任命為兵科給事中。後來南明兵敗後遁入佛門，以賣字畫謀生，另有一說在永曆二年（1648年）1月因清軍入城而被殺。

## 著作
周之夔著有《棄草集》。收錄於《閩海贈言》的有〈沈將軍鐃歌鼓吹曲〉與〈贈沈大將軍總戎登萊〉等文。